# 鈴木繪理
鈴木繪理（日语：／ Suzuki Eri，1992年6月22日—）是日本女性聲優，東京俳優生活協同組合所屬，俳協Voice Actors Studio40期生。

## 人物
出身神奈川縣，曾就讀於成城大學。身高143公分，特徵是酒窩和虎牙。興趣是鋼琴、卡拉OK、舞台鑑賞。

## 演出作品
※粗體字代表主要角色。

### 電視動畫
2013年
- 我女友與青梅竹馬的慘烈修羅場（女學生B）
- 黃金拼圖（女學生C）
- 來自風平浪靜的明日（鹿元和代）

2014年
- 灰色的果實（喵美爾）
- 精靈使的劍舞（拉卡）
- selector infected WIXOSS（女學生、少女）
- 偽戀（女學生、店員、學生、女性）
- 龍孃七七七埋藏的寶藏（茨夕[1]）
- 月刊少女野崎君（女子）
- 三坪房間的侵略者！？（東本願早苗[2]）
- 四月是你的謊言（圭子）
- 卡片鬥爭!! 先導者G（弟）

2015年
- 偶像大師 灰姑娘女孩（堀裕子）
- 女武神驅動（久住）
- 不起眼女主角培育法（姬川時乃）
- 純潔的瑪利亞（シャンダル）
- 聖劍使的禁咒詠唱（デコスケ）
- 惡魔高校D×D BorN（士兵）
- 你好！！黃金拼圖（女學生A、女學生C）
- 偽戀:（旅館從業員、春的朋友）
- 青春×機關槍（女性客）
- 學園孤島（女學生C）
- 監獄學園（女子F）
- 重裝武器（米琳達·白蘭丁尼[3]）

2016年
- 百無禁忌！女高中生私房話（葡萄子）
- Dimension W －第四次元－（伊莉莎白·格林霍夫·史密斯）
- Re:從零開始的異世界生活（梅莉·波特魯特、小孩）
- HUNDRED百武裝戰記（劉雪梅）
- 飛翔的魔女（倉本千夏[4]）
- 食戟之靈 貳之皿（觀眾A）
- Rewrite（靜流的妹妹、茉莉花）
- 藍海少女！（小日向光[5]）
- 發條精靈戰記 天鏡的極北之星（庫斯、米塔·肯席）
- 動畫鍛鍊！XX（出海櫻[6]）
- 競女!!!!!!!!（冬空星天）
- 少女編號（苑生百花[7]）

2017年
- 風夏（三笠實琴、女學生）
- 人渣的本願（小學生B）
- Rewrite 2nd Season -Moon篇 Terra篇-（亞斯茗）
- 名侦探柯南（播音员）
- KiraKira☆光之美少女 A La Mode（兒玉繪美留）
- 不起眼女主角培育法♭（姬川時乃）
- Princess Principal（女學生、少女、大人、訓練生）

2018年
- 刀使之巫女（古波藏愛蓮[8]）
- 按鍵發明 PIKACHIN-KIT（雛）
- 龍族拼圖（少年A）
- 極道超女（麻美）
- 藍海少女！～Advance～（小日向光）
- 食戟之靈 餐之皿 遠月列車篇（女學生C）
- 和風喫茶鹿楓堂（傳藏）
- 搖曳莊的幽奈小姐（宮崎千紗希）
- 我家的女僕有夠煩！（女子、大吉、少女）

2019年
- 迷你刀使（古波藏愛蓮）
- 我們真的學不來！（蝶野）
- 碧藍航線（貝利、大鬥犬、小獵兔犬）

2020年
- 魔法紀錄 魔法少女小圓外傳（夏目佳子）
- Re:從零開始的異世界生活 2nd season（梅莉·波特魯特）

2021年
- 佐賀偶像是傳奇 捲土重來（新卒AD）
- 結城友奈是勇者-大滿開之章-
- 世界盡頭的聖騎士（碧[9]）

2022年
- TRIBE NINE（泳裝美女）
- BLACK★★ROCK SHOOTER DAWN FALL（モミジ）
- 即使如此依舊步步進逼（未玖）

2023年
- 久保同學不放過我（女性店員）
- 世界盡頭的聖騎士 鐵鏽之山的君王（碧[10]）

2026年
- Re:從零開始的異世界生活 4th season（梅莉·波特魯特[11]）

### OVA
2018年
- 搖曳莊的幽奈小姐（宮崎千紗希）※漫畫第12卷附贈動畫BD限定版

2019年
- 我家的女僕有夠煩！（大吉）

### 動畫電影
2014年
- 一年級大個子·二年級小個子（日语：大きい1年生と小さな2年生）（旁邊的女孩子）

### 網路動畫
2015年
- 動畫心療系（OL、女孩子B）

2016年
- 怪物彈珠（拿破崙）

### 遊戲
2013年
- icolle〜with you〜（茉莉小花、飛球葉）

2014年
- 偶像大師 灰姑娘女孩（堀裕子）
- 猫耳求生者！（心菜、惠）

2015年
- 偶像大師 灰姑娘女孩 星光舞台（堀裕子）
- 聖火降魔錄 if（索雷優）
- 電擊文庫 FIGHTING CLIMAX（米琳達·白蘭丁尼[12]）
- 勇氣之劍×火焰之魂
- 嫁Collection（日语：嫁コレ）（東本願早苗）

2016年
- Akiba's Beat（鬼燈明[13]）
- 妃十三學園（謎之人物[14]）
- Soul Worker
- 莉莉喵的夥伴們（惠）
- FLOWERS -Le volume sur automne-（秋篇）（石蕗千佳）

2017年
- 聖火降魔錄 回聲 另一位英雄王（迪優特）
- 聖火降魔錄 英雄雲集（迪優特、索雷優）

2018年
- 刀使之巫女 刻印一閃之燈火（古波藏愛蓮[15]）
- 搖曳莊的幽奈小姐 溫泉迷宮（宮崎千紗希[16]）

2019年
- 搖曳莊的幽奈小姐 咚隆隆溫泉大紀行（宮崎千紗希）

2021年
- 閃亂神樂NEW LINK（伊吹）

2024年
- 兔兔秘密花園（凜）

### 廣播
- A&G Girls Project Trefle（日语：A&G Girls Project Trefle）（超!A&G+：2014年5月10日 - 2015年7月4日）
- 大森日雅・鈴木繪理 今晚也是SPA約會♪（超!A&G+：2016年4月8日 - ）

### 音樂CD
| 發售日期 | 標題 | 名義 | 樂曲                                                                 | 商業搭配                                     |
| 2014年   | 2014年 | 2014年 | 2014年                                                               | 2014年                                       |
| -------- | --- | --- | -------------------------------------------------------------------- | -------------------------------------------- |
| 4月30日  | THE IDOLM@STER CINDERELLA MASTER 030 堀裕子                                                                  | 堀裕子（鈴木繪理） | 「ミラクルテレパシー」                                               | 遊戲「偶像大師 灰姑娘女孩」角色歌            |
| 7月30日  | 好感Win-Win無条件                                                                                            | Heart♡Invader（大森日雅、鈴木繪理、田澤茉純、長繩麻理亞）                                                                            | 「好感Win-Win無条件」 「大切リスト。」                               | 電視動畫「三坪房間的侵略者！？」OP           |
| 8月6日   | 1000%憑いていきたい                                                                                          | 東本願早苗（鈴木繪理） | 「1000%憑いていきたい」                                              | 電視動畫「三坪房間的侵略者！？」角色歌       |
| 8月6日   | 1000%憑いていきたい                                                                                          | Heart♡Invader（大森日雅、鈴木繪理、田澤茉純、長繩麻理亞）                                                                            | 「明日天気にな〜れ☆」                                                | 電視動畫「三坪房間的侵略者！？」角色歌       |
| 8月13日  | 魔法少女シンドローム                                                                                         | Heart♡Invader（大森日雅、鈴木繪理、田澤茉純、長繩麻理亞）                                                                            | 「砂浜TEMPTATION」                                                   | 電視動畫「三坪房間的侵略者！？」角色歌       |
| 8月20日  | 蝶台風 〜バタフライタイフーン〜                                                                              | Heart♡Invader（大森日雅、鈴木繪理、田澤茉純、長繩麻理亞）                                                                            | 「僕らの風」                                                         | 電視動畫「三坪房間的侵略者！？」角色歌       |
| 8月27日  | 銀河皇国狂想曲                                                                                               | Heart♡Invader（大森日雅、鈴木繪理、田澤茉純、長繩麻理亞）                                                                            | 「MEMORIES」                                                         | 電視動畫「三坪房間的侵略者！？」角色歌       |
| 8月27日  | 龍ヶ嬢七々々の埋蔵金 BD・DVD第3巻特典CD                                                                      | 茨夕（鈴木繪理） | 「mission:Love Me Do♡」                                              | 電視動畫「龍孃七七七埋藏的寶藏」角色歌       |
| 9月26日  | アニソン神曲プラス                                                                                           | Trefle | 「the one step shining star」 「コンディショングリーン～緊急発進～」 |                                              |
| 9月26日  | アニソン神曲プラス                                                                                           | 鈴木繪理 | 「絶対！Part2」                                                      |                                              |
| 12月3日  | 大切リスト。                                                                                                 | Heart♡Invader（大森日雅、鈴木繪理、田澤茉純、長繩麻理亞）                                                                            | 「ハピハピdays」                                                     | 電視動畫「三坪房間的侵略者！？」             |
| 12月24日 | THE IDOLM@STER CINDERELLA MASTER Passion Jewelries! 002                                                      | 十時愛梨（原田瞳）・日野茜（赤崎千夏）・高森藍子（金子有希）・星輝子（松田颯水）・堀裕子（鈴木繪理）                                 | 「絶対特権主張しますっ!」 「ゴキゲンParty Night」                    | 遊戲「偶像大師 灰姑娘女孩」角色歌            |
| 12月24日 | THE IDOLM@STER CINDERELLA MASTER Passion Jewelries! 002                                                      | 堀裕子（鈴木繪理） | 「JOYFUL」                                                           | 遊戲「偶像大師 灰姑娘女孩」角色歌            |
| 2015年   | | |                                                                      |                                              |
| 2月22日  | Z/X -Zillions of enemy X- NC DramaCD ③「ソトゥミサ放送局 R」                                                 | 蝶ヶ崎ほのめ(CV.遠藤祐里香)、麗の妙声鳥 迦陵頻伽(CV.鈴木繪理)                                                                        | 「Keeping the faith」                                                | 『ソトゥミサ放送局 R』挿入歌                 |
| 4月25日  | ―春夏秋冬―＋the one step shining star                                                                        | Trefle | 「春夏秋冬」 「the one step shining star」                           |                                              |
| 11月18日 | Butter-Fly/One Time                                                                                          | Trefle | 「Butter-Fly」                                                       | アニメマシテ2015年11月度オープニングテーマ   |
| 11月18日 | Butter-Fly/One Time                                                                                          | Trefle | 「One Time」                                                         |                                              |
| 2016年   | | |                                                                      |                                              |
| 4月27日  | 日常の魔法                                                                                                   | 木幡真琴（篠田南）& 倉本千夏（鈴木繪理）                                                                                             | 「日常の魔法」                                                       | 電視動畫「飛翔的魔女」ED                     |
| 8月24日  | ふたり少女                                                                                                   | てこぴかり（茅野愛衣 & 鈴木繪理） | 「ふたり少女」                                                       | 電視動畫「藍海少女！」ED                     |
| 10月14日 | THE IDOLM@STER CINDERELLA GIRLS 4thLIVE TriCastle Story -Brand new Castle- 会場オリジナルCD 絶対ピンクな小箱 | 堀裕子（鈴木繪理） | 「絶対特権主張しますっ！（堀裕子ソロ・リミックス）」                 | 遊戲「偶像大師 灰姑娘女孩」關連曲            |
| 11月16日 | Bloom | ガーリッシュ ナンバー | 「Bloom」                                                            | 電視動畫「少女編號」OP                       |
| 11月16日 | Bloom | kohaluna | 「決意のダイヤ」                                                     | 電視動畫「少女編號」OP                       |
| 11月16日 | Cheer for you♪♬🎶                                                                                            | 星あさみ（伊藤美來）、樋口えり（和氣杏未）、早乙女静乃（小牧未侑）、橘紫苑（長繩麻理亞）、平岡優（高尾奏音）、出海さくら（鈴木繪理） | 「Cheer for you♪♬🎶」                                                | 電視動畫「動畫鍛鍊！XX～同一屋簷下～」OP     |
| 11月16日 | Cheer for you♪♬🎶                                                                                            | 星あさみ（伊藤美來）、樋口えり（和氣杏未）、早乙女静乃（小牧未侑）、橘紫苑（長繩麻理亞）、平岡優（高尾奏音）、出海さくら（鈴木繪理） | 「あにトレケイデンス〜2周目〜」                                      | 電視動畫「動畫鍛鍊！XX～同一屋簷下～」關連曲 |
| 12月7日  | ガーリッシュ ナンバー/今は短し夢見よ乙女                                                                     | ガーリッシュ ナンバー | 「今は短し夢見よ乙女」                                               | 電視動畫「少女編號」ED                       |
| 12月7日  | ガーリッシュ ナンバー/今は短し夢見よ乙女                                                                     | ガーリッシュ ナンバー | 「虹色Sunrise」                                                      | 電視動畫「少女編號」插入歌                   |
| 12月7日  | THE IDOLM@STER CINDERELLA GIRLS STARLIGHT MASTER 07 サマカニ!!                                               | 川島瑞樹（東山奈央）、日野茜（赤崎千夏）、堀裕子（鈴木繪理）、上田鈴帆（春野菜菜美）、難波笑美（伊達朱里紗）                         | 「サマカニ!!（M@STER VERSION）」 「サマカニ!!（GAME VERSION）」      | 遊戲「偶像大師 灰姑娘女孩 星光舞台」關連曲   |
| 12月14日 | いただき☆ハイテンション/SSS                                                                                  | ガーリッシュ ナンバー | 「いただき☆ハイテンション」                                          | 電視動畫「少女編號」插入歌                   |
| 12月21日 | 明日への途中で                                                                                               | ガーリッシュ ナンバー + 桜ヶ丘七海（佐藤亞美菜）                                                                                     | 「明日への途中で」                                                   | 電視動畫「少女編號」插入歌                   |

## 外部連結
- （日語）事務所公開簡歷 （页面存档备份，存于）
- （日語）こびとちゃれんじ （页面存档备份，存于）（鈴木繪理的部落格）
- 鈴木繪理的X（前Twitter）